# تيرينس ووكر
تيرينس ووكر (بالإنجليزية: Terence Walker)‏ هو سياسي بريطاني، ولد في 1 أكتوبر 1935. حزبياً، نشط في حزب العمال. في الانتخابات العامة في المملكة المتحدة فبراير 1974 ‏، انتخب عضو البرلمان السادس والأربعون للمملكة المتحدة عن دائرة كينغسوود خلال فترته النيابية ‏ (28 فبراير 1974 – 20 سبتمبر 1974) وفي الانتخابات العامة في المملكة المتحدة أكتوبر 1974 ‏، انتخب عضو البرلمان السابع والأربعون للمملكة المتحدة عن دائرة كينغسوود خلال فترته النيابية ‏ (10 أكتوبر 1974 – 7 أبريل 1979).